# Arctostaphylos nummularia
Arctostaphylos nummularia là một loài thực vật có hoa trong họ Thạch nam. Loài này được A.Gray mô tả khoa học đầu tiên năm 1868.

## Hình ảnh

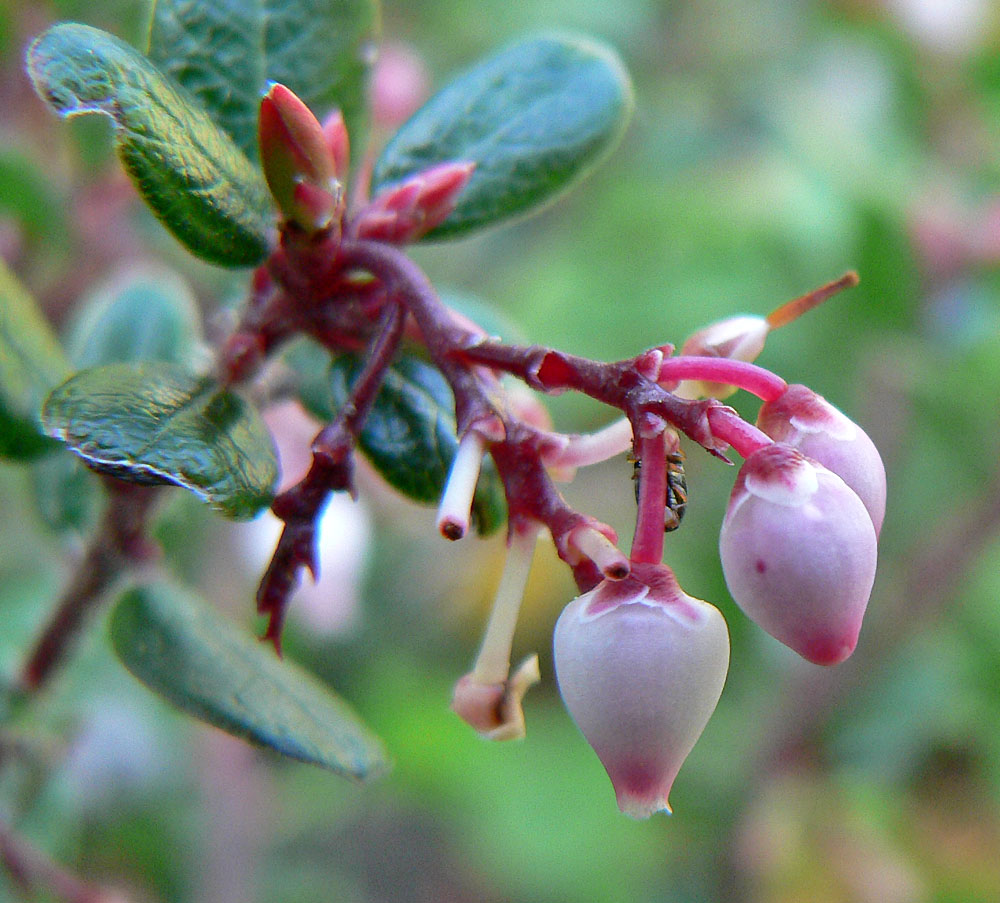
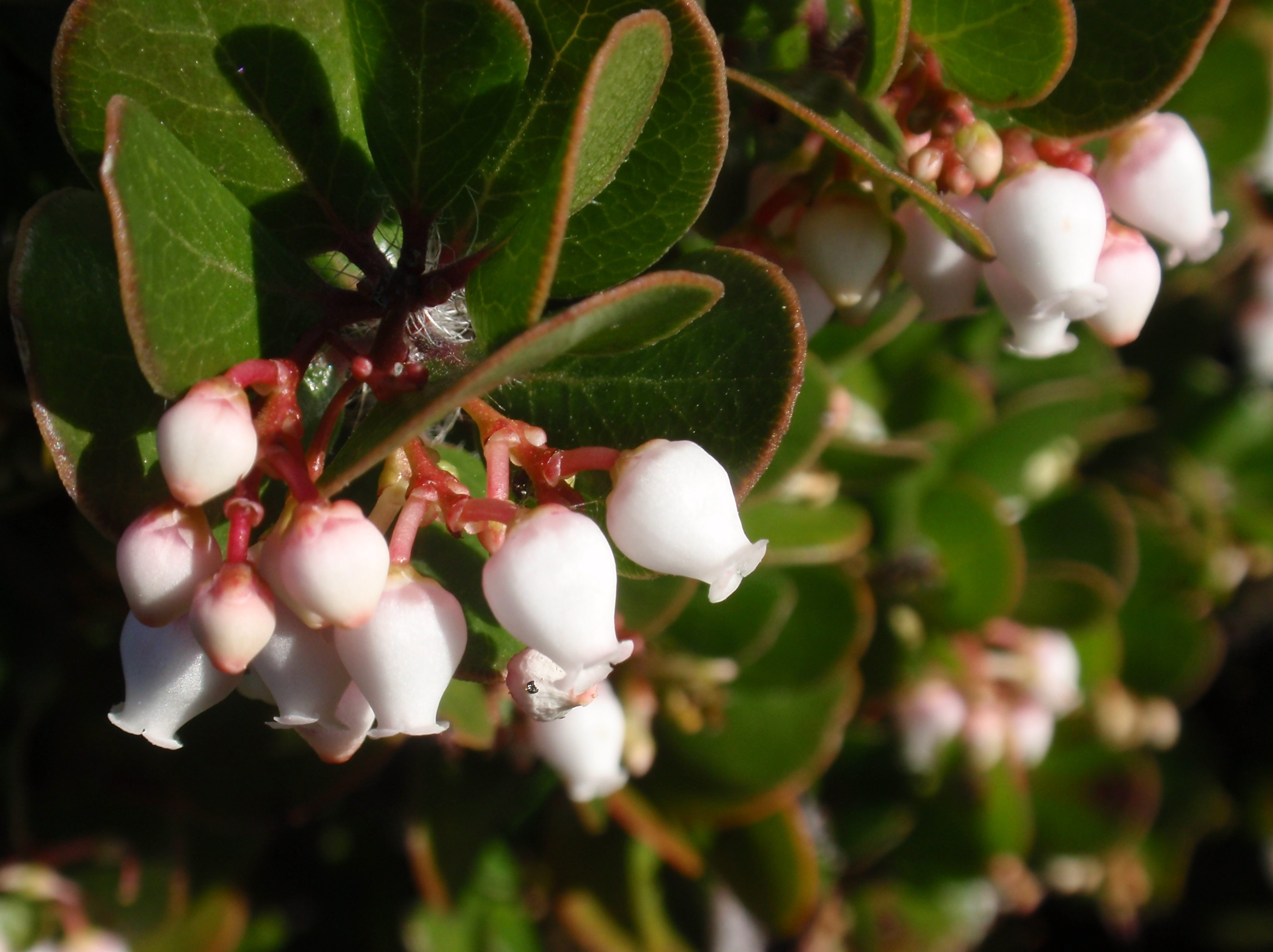
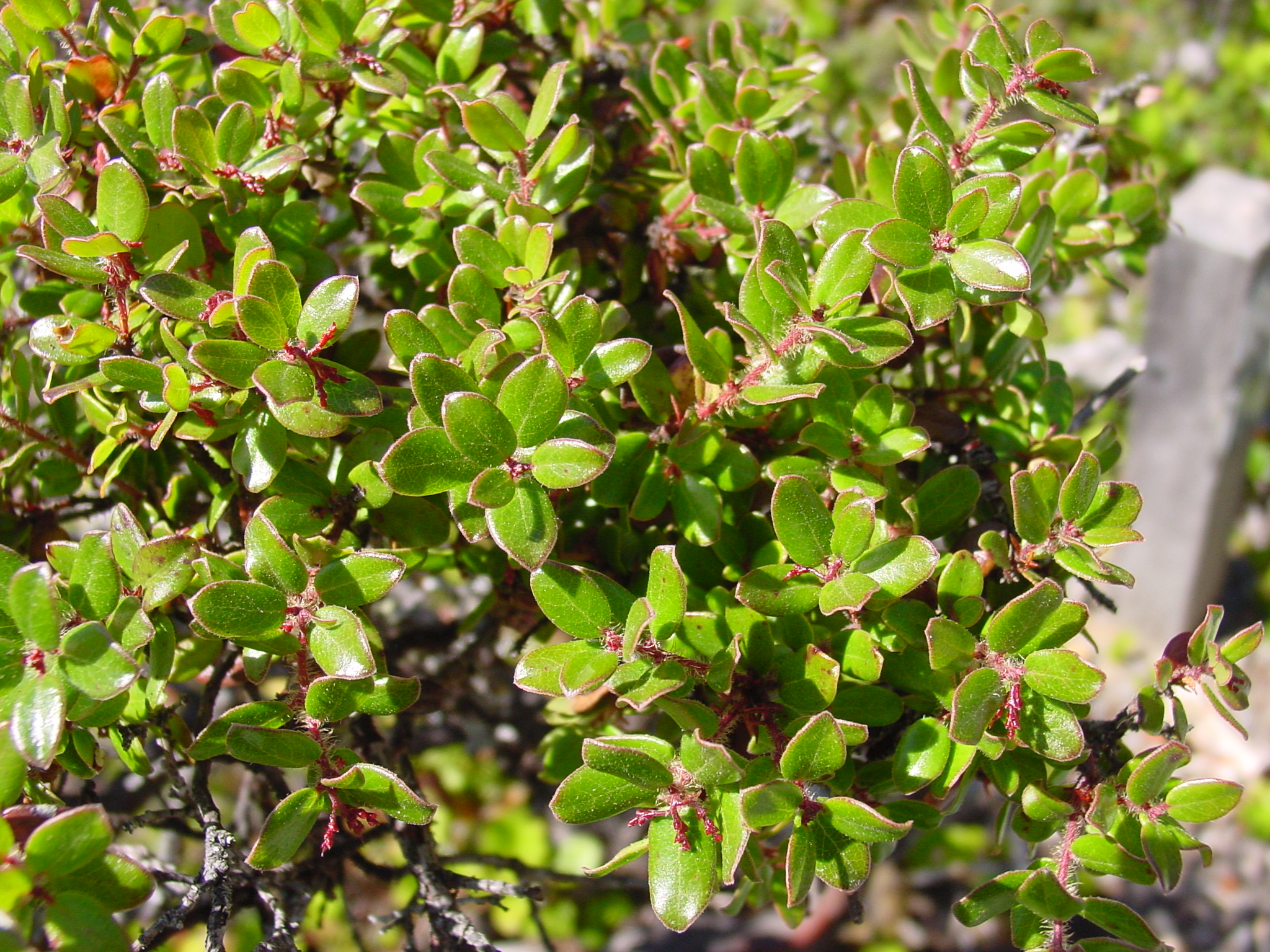